# Asasinarea lui Robert F. Kennedy
Asasinarea lui Robert F. Kennedy, unul din senatorii Senatului Statelor Unite ale Americii și fratele celui de-al treizeci și cincilea președinte al Statelor Unite ale Americii, a avut loc la scurt timp după miezul nopții zilei de 5 iunie 1968 în Los Angeles, statul California.
Aflat în Los Angeles, statul California, după ce câștigase alegerile primare în statele California și South Dakota ca viitor candidat la președinția Statelor Unite ale Americii din partea partidului Democrat, Kennedy a fost împușcat la trecerea sa prin bucătăria hotelului Ambassador, decedând la clinica medicală Good Samaritan Hospital, 26 de ore după aceea. Sirhan Sirhan, un iordanian emigrat în Palestina, a fost condamnat de uciderea lui Kennedy, slujind o sentință pe viață în închisoare. Avocații lui Sirhan au afirmat de mai multe ori că s-ar găsi în posesia unor dovezi că Sirhan Sirhan este nevinovat, fiind doar un "țap ispășitor" căruia i s-a pus la cale o înscenare.  Atentatul și împușcăturile au fost înregistrate audio de către un jurnalist, iar momentele ulterioare împușcăturilor au fost filmate.

## Prezentare generală

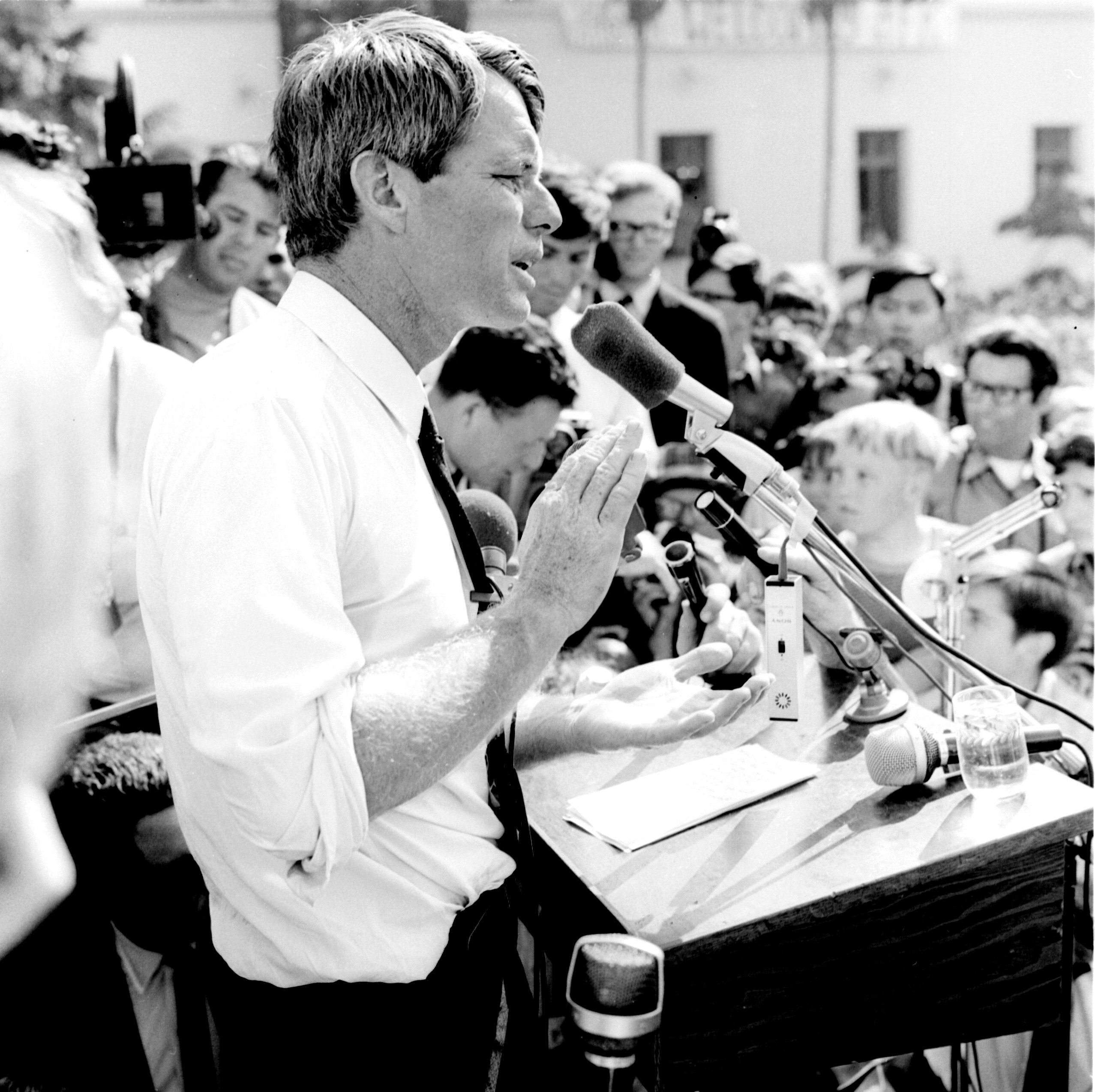
Robert Kennedy în timpul campaniei electorale din Los Angeles (foto de Evan Freed).

## Sirhan Sirhan
Sirhan Sirhan era un palestinian creștin de cetățenie iordaniană, născut în Ierusalim, care afișa puternicii opinii anti-zioniste.

## Legitimitate

### Memorial

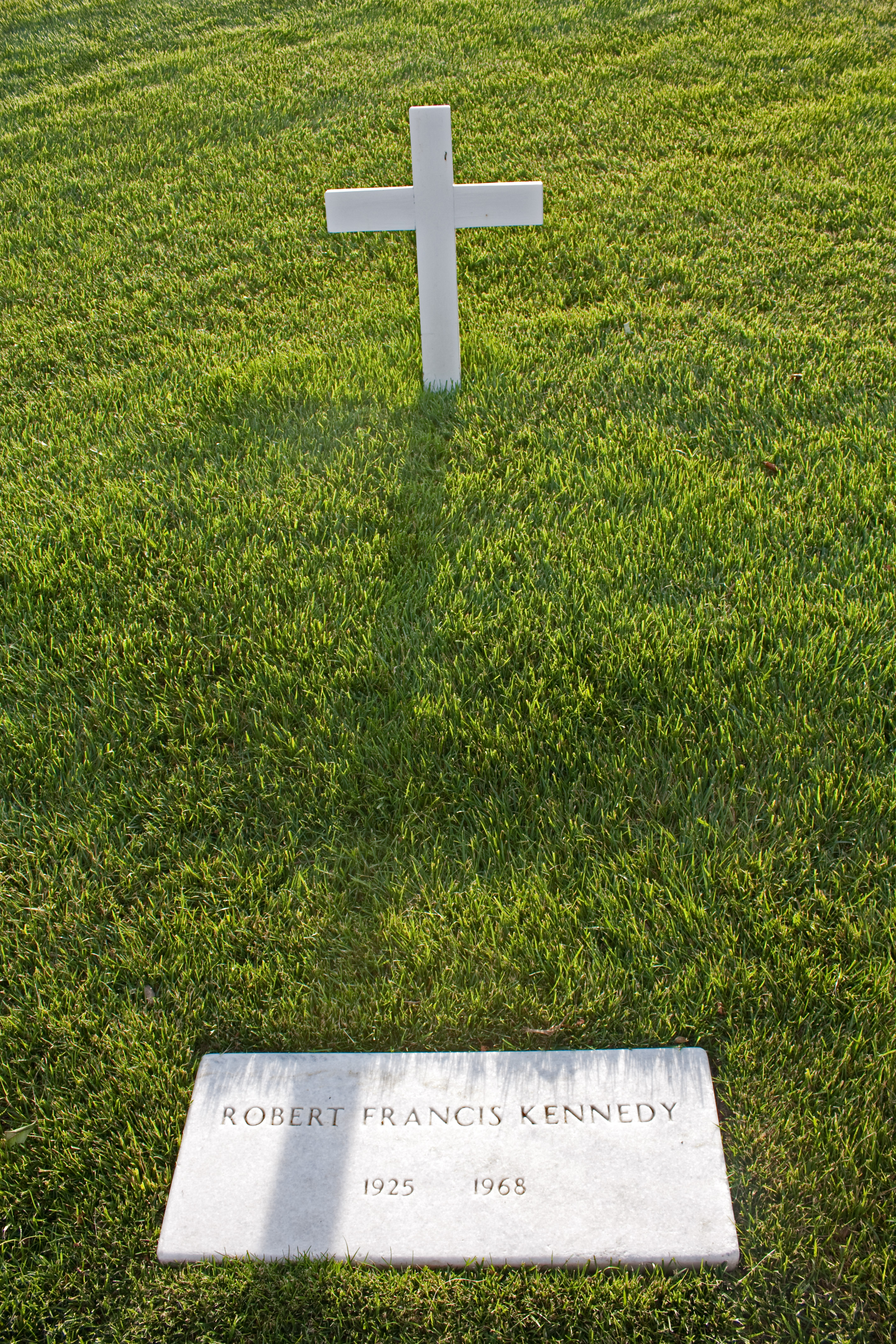
Mormântul lui Robert Kennedy din Arlington National Cemetery

Cel mai tânăr dintre frații Kennedy, Ted, i-a închinat lui Robert  următoarele cuvinte, în necrologul dedicat fratelui său,
„My brother need not be idealized, or enlarged in death beyond what he was in life; to be remembered simply as a good and decent man, who saw wrong and tried to right it, saw suffering and tried to heal it, saw war and tried to stop it. Those of us who loved him and who take him to his rest today, pray that what he was to us and what he wished for others will some day come to pass for all the world. As he said many times, in many parts of this nation, to those he touched and who sought to touch him: 'Some men see things as they are and say why. I dream things that never were and say why not.'”
În spiritul limbii române, aceste cuvinte sunt:
„Fratele meu nu trebuie să fie idelizat sau considerat mai mare după moarte decât a fost în viață; trebuie să fie amintit doar ca un om bun și decent, care a văzut răul și a încercat să îl corecteze, a văzut suferință și a încercat să o trateze, a văzut războiul și a încercat să îl oprească. Aceia dintre noi, care l-au iubit și care îl conduc [acum] pe ultimul său drum, se roagă ca tot ceea ce a fost el pentru noi și tot ceea ce a el dorit pentru alții să fie într-o bună zi adevărat pentru toți [oamenii] din lume. Așa cum a spus-o de multe ori, în multe locuri ale acestei țări, către toți aceia pe care i-a mișcat și care au căutat să-l miște, "Unii oamenii văd lucrurile așa cum sunt și spun de ce sunt așa. Visez la lucruri care nu au existat niciodată și spun de ce nu sunt astfel."”